# مسامير (فلم)
مسامير فيلم سعودي عرض في 9/يناير/2020 مدة الفيلم 110 دقيقة   ً 

## القصة
يحكي الفيلم قصة فتاة سعودية شغوفة بالذكاء الاصطناعي، تشرع في رحلة لإبداع الخير في العالم باستخدام الروبوتات.

## طاقم العمل

### الممثلين
- عبد العزيز الشهري
- شهد الأحمري
- يوسف الدخيل
- إبراهيم الخير الله
- مزروع المزروع

### تأليف
- مالك نجر

### إخراج
- مالك نجر

إنتاج
- عبد العزيز المزيني (المنتج)
- ميركوت (المنتج)
- تهامة القابضة (المنتج)

## عرض الفيلم
1. سينما فوكس مركز المملكة مدينة (الرياض)
2. سينما فوكس الرياض بارك مول مدينة (الرياض)
3. سينما فوكس ذا روف مدينة (تبوك)
4. سينما فوكس ويست أفنيو مول مدينة (الدمام)
5. سينما فوكس رد سي مول محافظة (جده)
6. سينما فوكس القصر مول مدينة (الرياض)
7. سينما فوكس واجهة الرياض التجارية (مدينة الرياض)
8. سينما فوكس أطياف مول مدينة (الرياض)
9. سينما سينما إي إم سي بانوراما مول مدينة (الرياض)
10. سينما إي إم سي مركز الملك عبد الله المالي مدينة الرياض

## روابط خارجية
- مقالات تستعمل روابط فنية بلا صلة مع ويكي بيانات